# Wladimir Alexejewitsch Tschiwilichin
Wladimir Alexejewitsch Tschiwilichin (russisch Влади́мир Алексе́евич Чивили́хин; * 7. März 1928 in Mariinsk; † 9. Juni 1984 in Moskau) war ein russischer Schriftsteller und Publizist.

## Leben
Tschiwilichin wuchs in Taiga auf und studierte nach dem Schulabschluss an der dortigen Ingenieurschule für Lokomotivführer. Anschließend arbeitete er kurz als Ausbilder an der Eisenbahn-Ingenieurschule in Uslowaja.
Nach dem Ende des Deutsch-Sowjetischen Krieges zog Tschiwilichin zu seiner ältesten Schwester nach Tschernigow, wohin die gesamte Familie Tschiwilichin kam. 1946 begann Tschiwilichin über seine Arbeit zu schreiben. In Tschernigow lernte er den bedeutenden Architekten und Restaurator Pjotr Dmitrijewitsch Baranowski kennen, der eine zerbombte Karfreitagskirche der Kiewer Rus aus dem 12. Jahrhundert untersuchte. Tschiwilichin las überwiegend nicht-sowjetische Bücher, darunter die Lebensbeschreibung des Altgläubigen Awwakum Petrow. Besonders intensiv beschäftigte er sich mit dem Igorlied.
1954 schloss Tschiwilichin das Studium der Journalistik an der Universität Moskau ab. Er fand eine Anstellung bei einer Moskauer Zeitung, die ihm einen Platz in einem Heim am Rande des Kuskowo-Parks zuwies. 1957 veröffentlichte er die dokumentarische Erzählung Lebenskraft. 1961 wurde er Mitglied des Schriftstellerverbandes der UdSSR. Es folgten die Erzählungen Über Klawa Iwanowa (1964), Die Fichtenwickelmaschinen (1965), Über dem Meeresspiegel (1967), Bunter Stein (1969). Eine breite Aufmerksamkeit erregten seine Reportagen Ein Monat in Kedrograd, Worüber rauschen die russischen Wälder?, Land in Not, Das helle Auge Sibiriens (der Baikalsee), Schwedische Stationen. Eine seiner bekanntesten dokumentarischen Erzählungen sind die Silberne Schienen über die Expedition Alexander Michailowitsch Koschurnikows in das östliche Sajangebirge zur Vorbereitung des Eisenbahnbaus von Abakan nach Nischneudinsk (gebaut wurde die Strecke allerdings nach Taischet). Sein letztes Werk wurde der zweibändige Roman-Essay Gedenken über die russische Geschichte, wofür er in großem Umfange die Arbeiten des Moskauer Historikers Oleg Michailowitsch Rapow benutzte (1978–1984). Der erste Band erschien in zwei Teilen in der Roman-Zeitung (1985, Nr. 3 und 4) gleich nach seinem Tode, während der zweite Band bereits zu seinen Lebzeiten erschien. In dem Buch kritisierte er den Ethnologen Lew Nikolajewitsch Gumiljow wegen dessen These von der Symbiose Großrusslands und der Goldenen Horde.
Tschiwilichin fand sein Grab auf dem Moskauer Kunzewoer Friedhof. Ein Gedenkmuseum für Tschiwilichin ist dem Heimatmuseum in Mariinsk angeschlossen.

## Ehrungen
- Lenin-Komsomol-Preis (1966)
- Gorki-Preis der RSFSR (1977)
- Staatspreis der UdSSR (1982)
- Ehrenzeichen der Sowjetunion
- Der Asteroid des mittleren Hauptgürtels (2977) Chivilikhin ist nach ihm benannt.[6]